# Coppa delle Coppe 1968-1969

Il St. Jakob Stadium di Basilea, teatro della finale

La Coppa delle Coppe 1968-1969 è stata la 9ª edizione della competizione calcistica europea Coppa delle Coppe UEFA, la prima cui aderì il detentore della Coppa di Svezia. Venne vinta dallo Slovan Bratislava nella finale contro il Barcellona disputata a Basilea.

## Sedicesimi di finale
All'inizio della competizione, a causa di motivi politici legati alla Primavera di Praga, si ritirarono le seguenti squadre:
- Dynamo Mosca
- Győri ETO
- Spartak Sofia
- Górnik Zabrze
- Union Berlino

Il Győri ETO fu l'ultima delle squadre che si ritirarono ma, a differenza delle altre, si ritirò a sorteggio già avvenuto, pertanto la sua avversaria, la Dinamo Bucarest, fu qualificata a tavolino al secondo turno della manifestazione.
| Squadra 1         | Totale   | Squadra 2            | Andata | Ritorno |
| ----------------- | -------- | -------------------- | ------ | ------- |
| Dunfermline       | 12 - 1   | APOEL Nicosia        | 10 - 1 | 2 - 0   |
| Olympiakos        | 4 - 0    | KR Reykjavík         | 2 - 0  | 2 - 0   |
| Dinamo Bucarest   | w/o      | Györi ETO            | -      | -       |
| Club Brugge       | 3 - 3    | West Bromwich Albion | 3 - 1  | 0 - 2   |
| Partizani Tirana  | 2 - 3    | Torino               | 1 - 0  | 1 - 3   |
| Spartak Sofia     | ritirate | Union Berlino        | -      | -       |
| Cardiff City      | 3 - 4    | Porto                | 2 - 2  | 1 - 2   |
| Slovan Bratislava | 3 - 2    | Bor                  | 3 - 0  | 0 - 2   |
| Den Haag          | 6 - 1    | Grazer AK            | 4 - 1  | 2 - 0   |
| Bordeaux          | 2 - 4    | Colonia              | 2 - 1  | 0 - 3   |
| Randers Freja     | 3 - 1    | Shamrock Rovers      | 1 - 0  | 2 - 1   |
| Rumelange         | 2 - 2    | Sliema Wanderers     | 2 - 1  | 0 - 1   |
| Lugano            | 0 - 4    | Barcellona           | 0 - 1  | 0 - 3   |
| Górnik Zabrze     | ritirate | Dynamo Mosca         | -      | -       |
| Altay             | 4 - 5    | Lyn Fotball          | 3 - 1  | 1 - 4   |
| Crusaders         | 3 - 6    | IFK Norrköping       | 2 - 2  | 1 - 4   |

## Ottavi di finale
Per risolvere la questione del numero di squadre l'UEFA aveva due opzioni:
1. sorteggiare due squadre agli ottavi che avrebbero superato direttamente il turno;
2. sorteggiare, in un secondo momento, una squadra dei quarti che sarebbe stata qualificata direttamente alle semifinali.

Scelse la prima opzione, e il sorteggio arrise a Torino e Barcellona.
| Squadra 1       | Totale | Squadra 2            | Andata | Ritorno |
| --------------- | ------ | -------------------- | ------ | ------- |
| Dunfermline     | 4 - 3  | Olympiakos           | 4 - 0  | 0 - 3   |
| Dinamo Bucarest | 1 - 5  | West Bromwich Albion | 1 - 1  | 0 - 4   |
| Torino          |        |                      | -      | -       |
| Porto           | 1 - 4  | Slovan Bratislava    | 1 - 0  | 0 - 4   |
| Den Haag        | 0 - 4  | Colonia              | 0 - 1  | 0 - 3   |
| Randers Freja   | 8 - 0  | Sliema Wanderers     | 6 - 0  | 2 - 0   |
| Barcellona      |        |                      | -      | -       |
| Lyn Fotball     | 4 - 3  | IFK Norrköping       | 2 - 0  | 2 - 3   |

## Quarti di finale
| Squadra 1   | Totale | Squadra 2            | Andata | Ritorno |
| ----------- | ------ | -------------------- | ------ | ------- |
| Dunfermline | 1 - 0  | West Bromwich Albion | 0 - 0  | 1 - 0   |
| Torino      | 1 - 3  | Slovan Bratislava    | 0 - 1  | 1 - 2   |
| Colonia     | 5 - 1  | Randers Freja        | 2 - 1  | 3 - 0   |
| Barcellona  | 5 - 4  | Lyn Fotball          | 3 - 2  | 2 - 2   |

## Semifinali
| Squadra 1   | Totale | Squadra 2         | Andata | Ritorno |
| ----------- | ------ | ----------------- | ------ | ------- |
| Dunfermline | 1 - 2  | Slovan Bratislava | 1 - 1  | 0 - 1   |
| Colonia     | 3 - 6  | Barcellona        | 2 - 2  | 1 - 4   |

## Finale
| Squadra 1         | Risultato | Squadra 2  |
| ----------------- | --------- | ---------- |
| Slovan Bratislava | 3 - 2     | Barcellona |